# شهرستان کایبیتسکی
شهرستان کایبیتسکی (به لاتین: Kaybitsky District) یک شهرستان در روسیه است که در تاتارستان واقع شده‌است.